# Maurizio Fioravanti
Maurizio Fioravanti (* 3. Dezember 1956 in Poggio Mirteto, Latium) ist ein Generalmajor außer Dienst des italienischen Heeres.

## Militärische Laufbahn
Fioravanti wurde von 1976 bis 1980 an der Militärakademie in Modena und Turin ausgebildet und absolvierte anschließend eine Ausbildung zum Fallschirmjäger an der Luftlandeschule in Pisa. Bis 1987 diente er als Zugführer und Kompaniechef im 2. Bataillon Tarquinia der Fallschirmjägerbrigade Folgore in Livorno. In Folge des Libanonkriegs von 1982 absolvierte er dort mit seinem Zug einen ersten, zehnmonatigen Auslandseinsatz. Von 1987 bis 1989 war Fioravanti Adjutant des Kommandeurs der Allied Mobile Force (Land) in Heidelberg; daneben absolvierte er in dieser Zeit einen Winterkampflehrgang in Kanada. Von 1989 bis 1991 diente er beim Stab der Brigade Folgore in Livorno. Es folgte bis 1993 die Generalstabsausbildung an der Scuola di Guerra in Civitavecchia, bei deren Stab er bis 1995 blieb.
Von 1995 bis 1997 kommandierte Fioravanti das in Siena stationierte 5. Fallschirmjägerbataillon El Alamein der Brigade Folgore, danach bis 2000 den Stab der Brigade. 1999 war er auch Chef des Stabes einer multinationalen Brigade in Sarajevo. Als Oberst kommandierte er bis 2001 das aus dem 5. Bataillon hervorgegangene 186. Fallschirmjägerregiment in Siena. Bis 2003 leitete er die Luftlandeschule in Pisa, danach diente er bis 2006 im Stab des Kommandos Landstreitkräfte in Verona. Als Brigadegeneral kommandierte er von 2006 bis 2008 die Fallschirmjägerbrigade Folgore. In dieser Zeit kehrte er als Joint Task Force Commander in den Libanon zurück, wo wegen des Krieges von 2006 die dortige UNIFIL-Truppe verstärkt werden musste. Ende September 2008 wurde Fioravanti stellvertretender Abteilungsleiter (G3) im Heeresgeneralstab in Rom. Vom 10. Oktober 2011 bis zum 3. November 2014 kommandierte er als Generalmajor das Einsatzkommando Spezialkräfte der Streitkräfte in Rom-Centocelle.
Fioravanti ist verheiratet und hat zwei Kinder.